# Cyrtopodium withnerii
Cyrtopodium withnerii é uma orquídea do gênero Cyrtopodium, de hábito rupícola, encontrada no estado de Goiás.
Espécie robusta com pseudobulbos que podem alcançar 1m de altura, sempre encontrada vegetando entre enormes afloramentos de rocha caucária no cerrado, associado a várias espécies de cactos. Seu habitat é geralmente muito seco e intensamente ensolarado. Inflorecência alta e flores predominantemente amarelas, fazem do cyrtopodium withnerii bastante confundido com os Cyrtopodium cardiochilum ou até mesmo com Cyrtopodium glutiníferum devido a enorme semelhança de ambas as espécies, porém  C. withnerii tem sua ocorrência restrita ao bioma cerrado, enquanto C. cardiochilum e C. glutiníferum ocorrem na mata atlântica.
Cyrtopodium withnerii floresce entre julho e agosto, inverno brasileiro.